# Andy Spruce
Andrew William „Andy“ Spruce (* 17. April 1954 in London, Ontario) ist ein ehemaliger kanadischer Eishockeyspieler und -trainer, der im Verlauf seiner aktiven Karriere zwischen 1971 und 1982 unter anderem 174 Spiele für die Vancouver Canucks und Colorado Rockies in der National Hockey League (NHL) auf der Position des linken Flügelstürmers bestritten hat. Darüber hinaus absolvierte Spruce über 430 weitere Partien in der American Hockey League (AHL) und Central Hockey League (CHL).

## Karriere
Spruce verbrachte seine Juniorenzeit zwischen 1971 und 1974 in seiner Geburtsstadt London bei den London Knights in der Ontario Hockey Association (OHA). Für das Team absolvierte der Flügelstürmer in dem dreijährigen Zeitraum insgesamt 142 Spiele, in denen er 165 Scorerpunkte sammelte. In der Folge wurde er sowohl im NHL Amateur Draft 1974 in der sechsten Runde an 95. Stelle von den Vancouver Canucks aus der National Hockey League (NHL) als auch im WHA Amateur Draft 1974 in der siebten Runde an 90. Position von den Phoenix Roadrunners aus der zu dieser Zeit mit der NHL in Konkurrenz stehenden World Hockey Association (WHA) ausgewählt.
Zur Spielzeit 1974/75 wechselte der junge Kanadier in den Profibereich zu den Vancouver Canucks. Die Canucks setzten ihn im Verlauf seiner Rookiesaison bei ihrem Farmteam, den Seattle Totems, in der Central Hockey League (CHL) ein. Im Folgejahr spielte der Angreifer für Vancouvers neuen CHL-Kooperationspartner Tulsa Oilers, mit dem er am Ende der Spielzeit die Meisterschaft in Form des Adams Cup gewann. Zur Saison 1976/77 gelang Spruce schließlich der Sprung in den NHL-Kader der Canucks. Obwohl er auch weiterhin für Tulsa auflief und in der CHL 29 Partien absolvierte, kam er 51-mal für die Vancouver Canucks zum Einsatz. Trotz der positiven Entwicklung im letzten Vertragsjahr verlängerten der Spieler und das Franchise das auslaufende Arbeitsverhältnis nicht. Stattdessen unterzeichnete der Angreifer im Oktober 1977 als Free Agent einen Vertrag bei den Colorado Rockies.
Der Flügelspieler verbrachte daraufhin zwei NHL-Spielzeiten bei den Rockies, in denen er 123-mal für das Team auf dem Eis stand. In seiner ersten Spielzeit erreichte er 40 Scorerpunkte. Trotzdem fand sich Spruce in der Saison 1979/80 bei den Fort Worth Texans in der CHL, einem Farmteam Colorados, wieder. Anschließend absolvierte er jeweils eine Saison bei den Springfield Indians und Erie Blades in der American Hockey League (AHL), ehe er seine Karriere im Sommer 1982 im Alter von 28 Jahren beendete.
Nach seinem Rücktritt arbeitete Spruce ab dem Sommer 1983 als Trainer im Juniorenbereich und wurde im Januar 1984 als Nachfolger von Cheftrainer Billy Harris bei den Sudbury Wolves in der OHL vorgestellt. Diesen Posten bekleidete er bis zum Ende der Spielzeit 1984/85.

## Erfolge und Auszeichnungen
- 1976 Adams-Cup-Gewinn mit den Tulsa Oilers

## Karrierestatistik
(Legende zur Spielerstatistik: Sp oder GP = absolvierte Spiele; T oder G = erzielte Tore; V oder A = erzielte Assists; Pkt oder Pts = erzielte Scorerpunkte; SM oder PIM = erhaltene Strafminuten; +/− = Plus/Minus-Bilanz; PP = erzielte Überzahltore; SH = erzielte Unterzahltore; GW = erzielte Siegtore; 1 Play-downs/Relegation; Kursiv: Statistik nicht vollständig)